# Halls of Illusions
Halls of Illusions è un singolo dell'album The Great Milenko del gruppo Horrorcore Insane Clown Posse. Il singolo vanta la collaborazione di Slash.